# Premiership 2020-2021 (Irlanda del Nord)
La NIFL Premiership 2020-2021, nota anche come Danske Bank Premiership per motivi di sponsorizzazione, è stata la 120ª edizione della massima serie del campionato nordirlandese di calcio, l'ottava dopo il cambio di denominazione, iniziata il 16 ottobre 2020 e terminata il 29 maggio 2021. Il Linfield, squadra campione in carica, si è riconfermato conquistando il titolo per la cinquantacinquesima volta nella sua storia, la terza consecutiva.

## Stagione

### Novità
Dalla Premiership 2019-2020 è retrocesso l'Institute, mentre dalla Championship è stato promosso il Portadown.

### Formula
Le 12 squadre partecipanti si affrontano in un triplo girone di andata-ritorno-andata, per un totale di 33 giornate. Al termine, le squadre sono divise in due gruppi di 6, in base alla classifica; ogni squadra affronta poi per la quarta volta le altre formazioni del proprio gruppo. La squadra campione dell'Irlanda del Nord è ammessa al primo turno di qualificazione della UEFA Champions League 2021-2022. La seconda classificata è ammessa al primo turno di qualificazione della UEFA Europa Conference League 2021-2022. Al termine delle 38 giornate di campionato le squadre classificatesi dal terzo al sesto posto partecipano a dei play-off per un posto al primo turno di qualificazione della UEFA Europa Conference League 2021-2022. Se una delle squadre si è qualificata alla Europa Conference League attraverso la Irish Cup, ai play-off partecipano le restanti quattro squadre. L'undicesima classificata affronta in uno spareggio promozione-retrocessione la seconda classificata della Championship, mentre l'ultima classificata retrocede direttamente in Championship.

In seguito alla cancellazione della stagione 2020-21 della NIFL Championship a causa della pandemia COVID-19, sono state annullate tutte le retrocessioni per questa stagione e, di conseguenza, gli spareggi promozione retrocessione.

## Squadre partecipanti
| Club             | Città         | Stadio                 | Stagione precedente            |
| ---------------- | ------------- | ---------------------- | ------------------------------ |
| Ballymena Utd    | Ballymena     | The Showgrounds        | 10º posto in Premiership       |
| Carrick Rangers  | Carrickfergus | Hotel Loughshore Arena | 8º posto in Premiership        |
| Cliftonville     | Belfast       | Solitude               | 4º posto in Premiership        |
| Coleraine        | Coleraine     | The Showgrounds        | 2º posto in Premiership        |
| Crusaders        | Belfast       | Seaview                | 3º posto in Premiership        |
| Dungannon Swifts | Dungannon     | Stangmore Park         | 9º posto in Premiership        |
| Glenavon         | Lurgan        | Mourneview Park        | 7º posto in Premiership        |
| Glentoran        | Belfast       | The Oval               | 5º posto in Premiership        |
| Larne            | Larne         | Inver Park             | 6º posto in Premiership        |
| Linfield         | Belfast       | Windsor Park           | Campione dell'Irlanda del Nord |
| Portadown        | Portadown     | Shamrock Park          | 1º posto in Championship       |
| Warrenpoint Town | Warrenpoint   | Milltown               | 11º posto in Premiership       |

## Prima Fase

### Classifica finale
|  | Pos. | Squadra          | Pt | G  | V  | N  | P  | GF | GS | DR  |
|  | ---- | ---------------- | -- | -- | -- | -- | -- | -- | -- | --- |
|  | 1.   | Linfield         | 70 | 33 | 22 | 4  | 7  | 76 | 34 | +42 |
|  | 2.   | Glentoran        | 63 | 33 | 18 | 9  | 6  | 61 | 29 | +32 |
|  | 3.   | Coleraine        | 62 | 33 | 18 | 8  | 7  | 50 | 32 | +18 |
|  | 4.   | Cliftonville     | 56 | 33 | 16 | 8  | 9  | 55 | 35 | +20 |
|  | 5.   | Larne            | 55 | 33 | 15 | 10 | 8  | 56 | 35 | +21 |
|  | 6.   | Crusaders        | 53 | 33 | 16 | 5  | 12 | 59 | 40 | +19 |
|  | 7.   | Glenavon         | 52 | 33 | 14 | 10 | 9  | 56 | 57 | -1  |
|  | 8.   | Ballymena Utd    | 46 | 33 | 13 | 7  | 13 | 50 | 40 | +10 |
|  | 9.   | Portadown        | 30 | 33 | 8  | 6  | 19 | 40 | 65 | -25 |
|  | 10.  | Warrenpoint Town | 27 | 33 | 6  | 9  | 18 | 32 | 65 | -33 |
|  | 11.  | Carrick Rangers  | 20 | 33 | 4  | 8  | 21 | 28 | 77 | -49 |
|  | 12.  | Dungannon Swifts | 16 | 33 | 4  | 4  | 25 | 18 | 72 | -54 |

Legenda:
      Ammesse alla poule scudetto
      Ammesse alla poule retrocessione
Note:
Tre punti a vittoria, uno a pareggio, zero a sconfitta.

### Risultati

#### Partite (1-22)
|                | Bal  | CaR  | Cli  | Col  | Cru  | Dun  | Gln  | Glt  | Lar  | Lin  | Por  | War  |
| -------------- | ---- | ---- | ---- | ---- | ---- | ---- | ---- | ---- | ---- | ---- | ---- | ---- |
| Ballymena Utd  | –––– | 2-0  | 1-1  | 0-1  | 1-4  | 0-1  | 0-2  | 1-1  | 1-1  | 2-3  | 2-1  | 2-0  |
| Carrick R.     | 0-2  | –––– | 0-1  | 0-2  | 1-3  | 0-0  | 3-4  | 0-5  | 1-2  | 1-1  | 4-1  | 1-3  |
| Cliftonville   | 0-4  | 3-0  | –––– | 0-2  | 2-2  | 3-0  | 1-1  | 1-0  | 1-0  | 4-3  | 5-0  | 3-0  |
| Coleraine      | 0-1  | 3-0  | 2-2  | –––– | 2-1  | 2-0  | 0-0  | 2-1  | 0-2  | 0-2  | 1-1  | 2-1  |
| Crusaders      | 2-1  | 1-3  | 1-0  | 1-0  | –––– | 3-1  | 0-1  | 2-0  | 3-3  | 1-2  | 5-0  | 4-0  |
| Dungannon S.   | 1-5  | 0-2  | 2-1  | 2-0  | 2-1  | –––– | 1-2  | 0-1  | 0-2  | 0-2  | 0-3  | 0-2  |
| Glenavon       | 2-1  | 1-1  | 1-1  | 4-4  | 3-1  | 0-0  | –––– | 2-1  | 1-4  | 1-2  | 2-4  | 1-0  |
| Glentoran      | 0-2  | 6-0  | 1-0  | 2-2  | 1-0  | 5-1  | 1-1  | –––– | 0-0  | 3-1  | 2-1  | 0-0  |
| Larne          | 2-0  | 3-0  | 1-0  | 1-2  | 2-1  | 3-0  | 2-1  | 1-1  | –––– | 3-1  | 2-2  | 1-1  |
| Linfield       | 2-1  | 5-1  | 2-0  | 0-0  | 2-1  | 4-0  | 2-0  | 3-3  | 2-1  | –––– | 3-0  | 6-0  |
| Portadown      | 0-0  | 2-0  | 1-1  | 0-3  | 2-2  | 1-0  | 4-1  | 1-3  | 1-2  | 1-2  | –––– | 0-2  |
| Warrenpoint T. | 1-1  | 0-0  | 0-5  | 1-2  | 0-1  | 1-1  | 1-2  | 0-2  | 1-1  | 2-1  | 1-1  | –––– |

#### Partite (23-33)
|                | Bal  | CaR  | Cli  | Col  | Cru  | Dun  | Gln  | Glt  | Lar  | Lin  | Por  | War  |
| -------------- | ---- | ---- | ---- | ---- | ---- | ---- | ---- | ---- | ---- | ---- | ---- | ---- |
| Ballymena Utd  | –––– | 2-0  |      | 1-2  | 0-1  | 5-1  |      | 2-2  |      | 2-1  |      |      |
| Carrick R.     |      | –––– |      |      | 1-1  | 1-1  |      |      | 1-3  |      | 5-3  | 1-1  |
| Cliftonville   | 2-1  | 5-0  | –––– | 2-1  |      |      | 2-1  | 0-2  |      |      |      | 3-0  |
| Coleraine      |      | 1-0  |      | –––– | 2-0  |      |      | 1-1  | 2-0  |      | 2-0  | 2-1  |
| Crusaders      |      |      | 2-2  |      | –––– |      | 6-1  | 1-0  |      | 1-2  |      | 0-2  |
| Dungannon S.   |      |      | 1-2  | 2-3  | 0-2  | –––– | 0-4  |      |      |      | 0-1  |      |
| Glenavon       | 3-2  | 1-1  |      | 1-1  |      |      | –––– |      | 2-2  | 3-2  |      |      |
| Glentoran      |      | 2-0  |      |      |      | 2-0  | 3-1  | –––– | 3-2  |      | 4-0  |      |
| Larne          | 0-1  |      | 0-0  |      | 0-3  | 3-0  |      |      | –––– | 1-1  |      | 5-0  |
| Linfield       |      | 7-0  | 2-0  | 2-1  |      | 2-0  |      | 0-1  |      | –––– |      | 5-0  |
| Portadown      | 1-2  |      | 1-2  |      | 1-2  |      | 1-2  |      | 2-1  | 0-1  | –––– |      |
| Warrenpoint T. | 2-2  |      |      |      |      | 4-1  | 3-4  | 1-2  |      |      | 1-3  | –––– |

## Poule scudetto
Le squadre mantengono i punti conquistati nella stagione regolare.

### Classifica finale
|  | Pos. | Squadra      | Pt | G  | V  | N  | P  | GF | GS | DR  |
|  | ---- | ------------ | -- | -- | -- | -- | -- | -- | -- | --- |
|  | 1.   | Linfield     | 78 | 38 | 24 | 6  | 8  | 83 | 38 | +45 |
|  | 2.   | Coleraine    | 73 | 38 | 21 | 10 | 7  | 57 | 35 | +22 |
|  | 3.   | Glentoran    | 71 | 38 | 20 | 11 | 7  | 65 | 32 | +33 |
|  | 4.   | Larne        | 64 | 38 | 18 | 10 | 10 | 64 | 41 | +23 |
|  | 5.   | Cliftonville | 60 | 38 | 17 | 9  | 12 | 59 | 42 | +17 |
|  | 6.   | Crusaders    | 54 | 38 | 16 | 6  | 16 | 62 | 50 | +12 |

Legenda:
      Campione dell'Irlanda del Nord e ammessa alla UEFA Champions League 2021-2022
      Ammessa alla UEFA Europa Conference League 2021-2022
 Ammessa ai play-off per la UEFA Europa Conference League 2021-2022
Note:
Tre punti a vittoria, uno a pareggio, zero a sconfitta.

### Risultati
|              | Cli  | Col  | Cru  | Glt  | Lar  | Lin  |
| ------------ | ---- | ---- | ---- | ---- | ---- | ---- |
| Cliftonville | –––– |      | 1-1  |      | 1-2  | 0-2  |
| Coleraine    | 2-0  | –––– |      |      |      | 1-1  |
| Crusaders    |      | 0-1  | –––– |      | 1-3  |      |
| Glentoran    | 0-2  | 1-1  | 2-0  | –––– |      | 0-0  |
| Larne        |      | 1-2  |      | 0-1  | –––– |      |
| Linfield     |      |      | 3-1  |      | 1-2  | –––– |

## Poule retrocessione
Le squadre mantengono i punti conquistati nella stagione regolare.

### Classifica finale
|  | Pos. | Squadra          | Pt | G  | V  | N  | P  | GF | GS | DR  |
|  | ---- | ---------------- | -- | -- | -- | -- | -- | -- | -- | --- |
|  | 7.   | Glenavon         | 62 | 38 | 17 | 11 | 10 | 72 | 65 | +7  |
|  | 8.   | Ballymena Utd    | 61 | 38 | 18 | 7  | 13 | 67 | 44 | +23 |
|  | 9.   | Portadown        | 36 | 38 | 10 | 6  | 22 | 50 | 78 | -28 |
|  | 10.  | Warrenpoint Town | 36 | 38 | 9  | 9  | 20 | 38 | 74 | -36 |
|  | 11.  | Carrick Rangers  | 23 | 38 | 5  | 8  | 25 | 35 | 92 | -57 |
|  | 12.  | Dungannon Swifts | 17 | 38 | 4  | 5  | 29 | 22 | 83 | -61 |

Legenda:
 Ammessa ai play-off per la UEFA Europa Conference League 2021-2022
Note:
Tre punti a vittoria, uno a pareggio, zero a sconfitta.

### Risultati
|                  | Bal  | CaR  | Dun  | Gln  | Por  | War  |
| ---------------- | ---- | ---- | ---- | ---- | ---- | ---- |
| Ballymena Utd    | –––– |      |      | 3-1  | 4-2  | 3-0  |
| Carrick Rangers  | 0-4  | –––– |      | 3-6  |      |      |
| Dungannon Swifts | 1-3  | 0-2  | –––– |      |      | 0-1  |
| Glenavon         |      |      | 1-1  | –––– | 4-1  | 4-0  |
| Portadown        |      | 2-1  | 4-2  |      | –––– | 1-2  |
| Warrenpoint Town |      | 3-1  |      |      |      | –––– |

## Spareggi

### Spareggi per la Europa Conference League

#### Semifinali
|              | Risultati       |           | Luogo e data            |
| ------------ | --------------- | --------- | ----------------------- |
| Larne        | 2 - 1           | Glenavon  | Larne, 1º giugno 2021   |
| Cliftonville | 0 - 0 (5-4 dtr) | Crusaders | Belfast, 1º giugno 2021 |
|              |                 |           |                         |

#### Finale
|       | Risultati |              | Luogo e data         |
| ----- | --------- | ------------ | -------------------- |
| Larne | 3 - 1     | Cliftonville | Larne, 5 giugno 2021 |
|       |           |              |                      |

## Classifica marcatori
| Gol |  |  | Giocatore         | Squadra       |
| --- |  |  | ----------------- | ------------- |
| 23  |  |  | Shayne Lavery     | Linfield      |
| 18  |  |  | Shay McCartan     | Ballymena Utd |
| 17  |  |  | Jay Donnelly      | Glentoran     |
| 15  |  |  | Andrew Waterworth | Linfield      |
| 14  |  |  | Michael McCrudden | Cliftonville  |
| 14  |  |  | Ben Doherty       | Coleraine     |
| 14  |  |  | Ryan Curran       | Cliftonville  |
| 14  |  |  | Lee Bonis         | Portadown     |
| 13  |  |  | Daniel Purkis     | Glenavon      |